# Calathea latifolia
Calathea latifolia är en strimbladsväxtart som först beskrevs av Carl Ludwig von Willdenow och Heinrich Friedrich Link, och fick sitt nu gällande namn av Johann Friedrich Klotzsch. Calathea latifolia ingår i släktet Calathea och familjen strimbladsväxter. Inga underarter finns listade.